# イワヒメワラビ
イワヒメワラビ Hypolepis punctata (Thunb.) Mett. ex. Kuhn は、コバノイシカグマ科のシダ植物。柔らかで細かく裂けた葉を大きく広げ、ややワラビにも似ている。

## 特徴
寒冷地では夏緑性で、暖地では常緑性になる草本。根茎は長く横に這い、径は3-4mm、色は黒みを帯び、若い部分では毛を密生させるが、古くなると表面が裸になる。葉柄は根茎の上にまばらに出て直立する。色は藁色だが基部では暗褐色をなし、また基部でやや細くなり、根茎との繋ぎ目より上で新たな匍匐茎を出す（腋外芽）。葉全体に白い軟毛があるが、葉柄ではそれは後に脱落し、その後がざらざらした手触りになる。葉柄は長さ35-50cm、葉身は長さ40-70cm、幅は40cmに達する。葉身は全形としては長楕円形から三角状楕円形で、先端は長く伸び、基部が一番幅広い。葉身は3-4回羽状複生で、基部近くの羽片は三角状長楕円形で長さ30cm、幅20cmになり、先端は長く伸びる。その羽片に当たる小羽片は三角状長楕円形で、先端は伸び、基部は裁ち切った形で、短い柄がある。そのまた羽片に当たる二次小羽片は長楕円形で先端は丸く、基部は裁ち切った形で柄がない。裂片の縁には鋸歯がある。葉質は草質で緑色。葉脈は表裏ともに不明瞭で、毛が多い。胞子嚢群は裂片の縁近くにあり、包膜はなく、単に胞子嚢が丸く集まっているだけのものである。

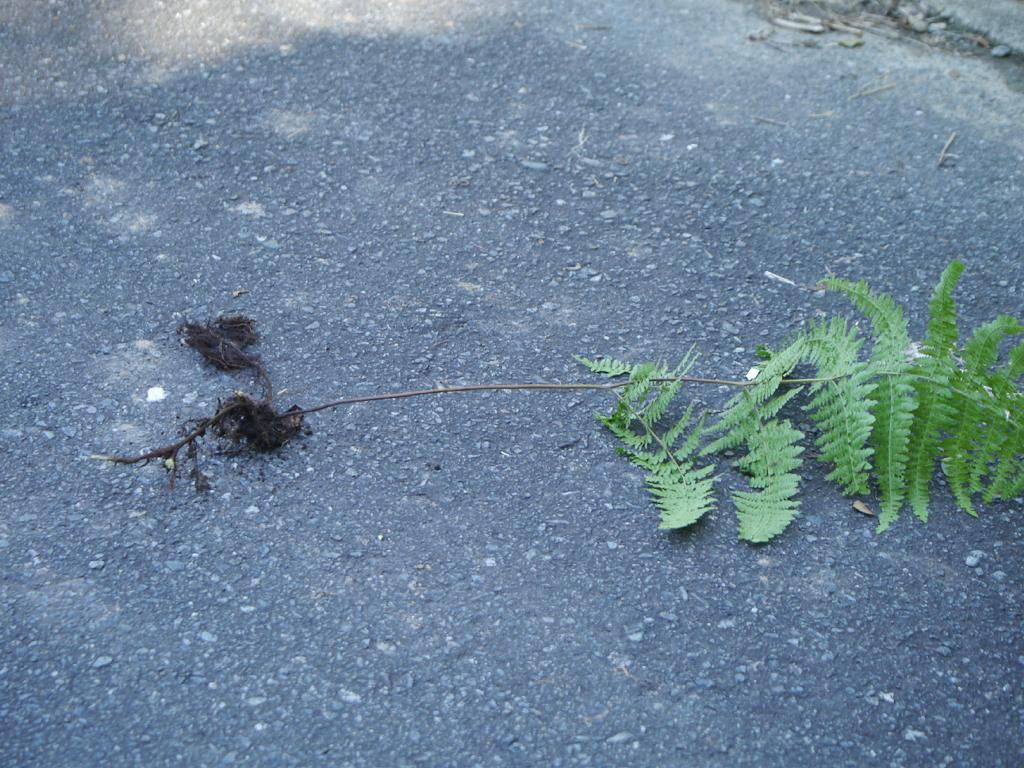
葉と根茎
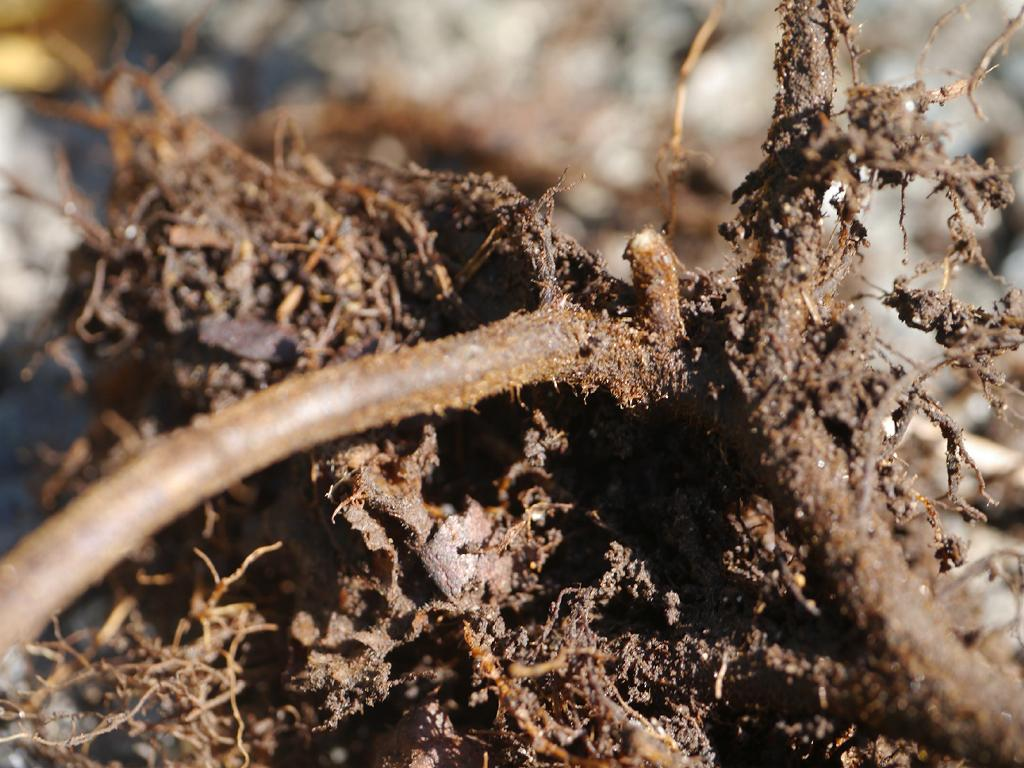
根茎の様子 葉柄の基部少し上から新芽が
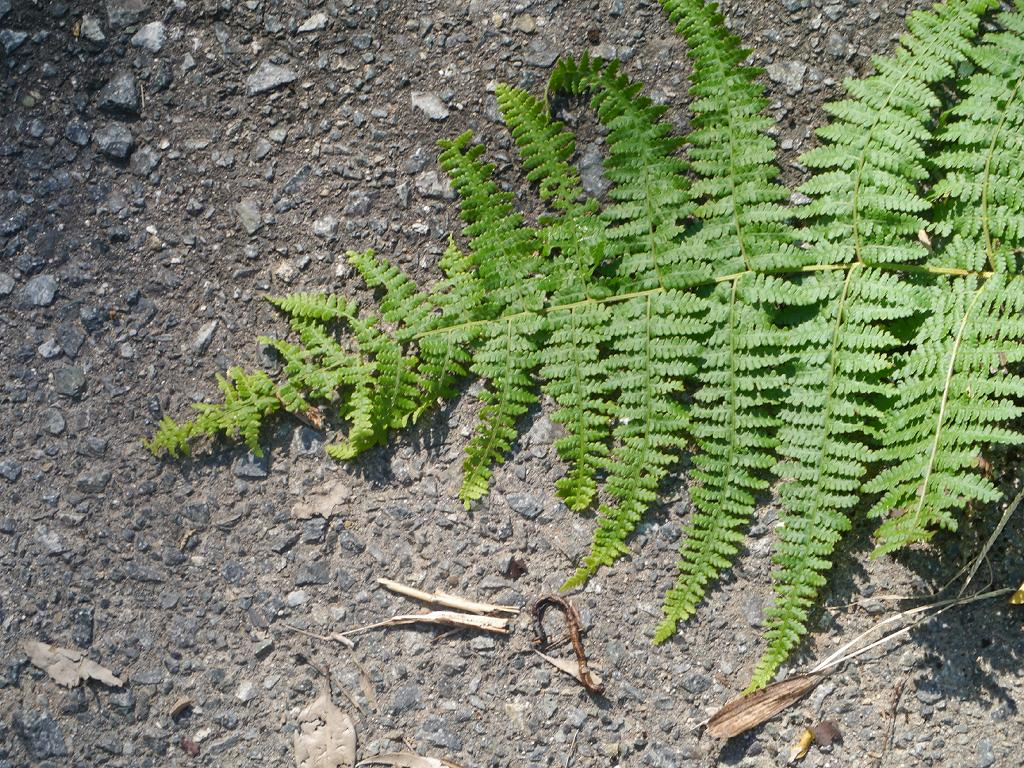
葉身の先端が多少伸びる
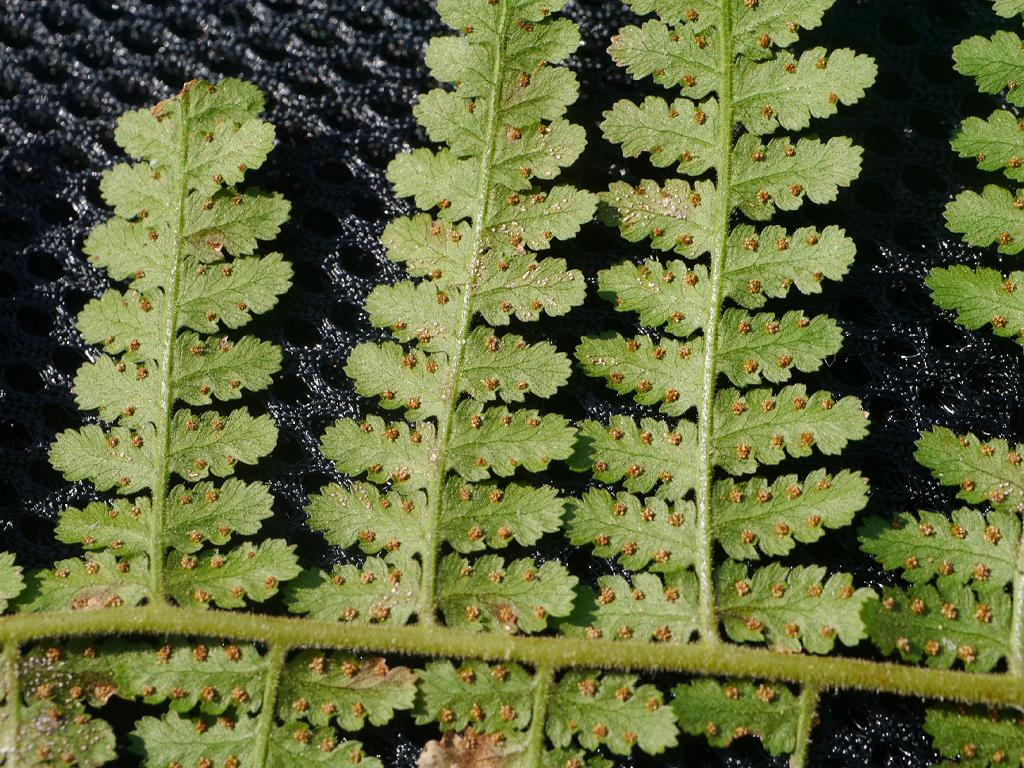
葉裏の様子
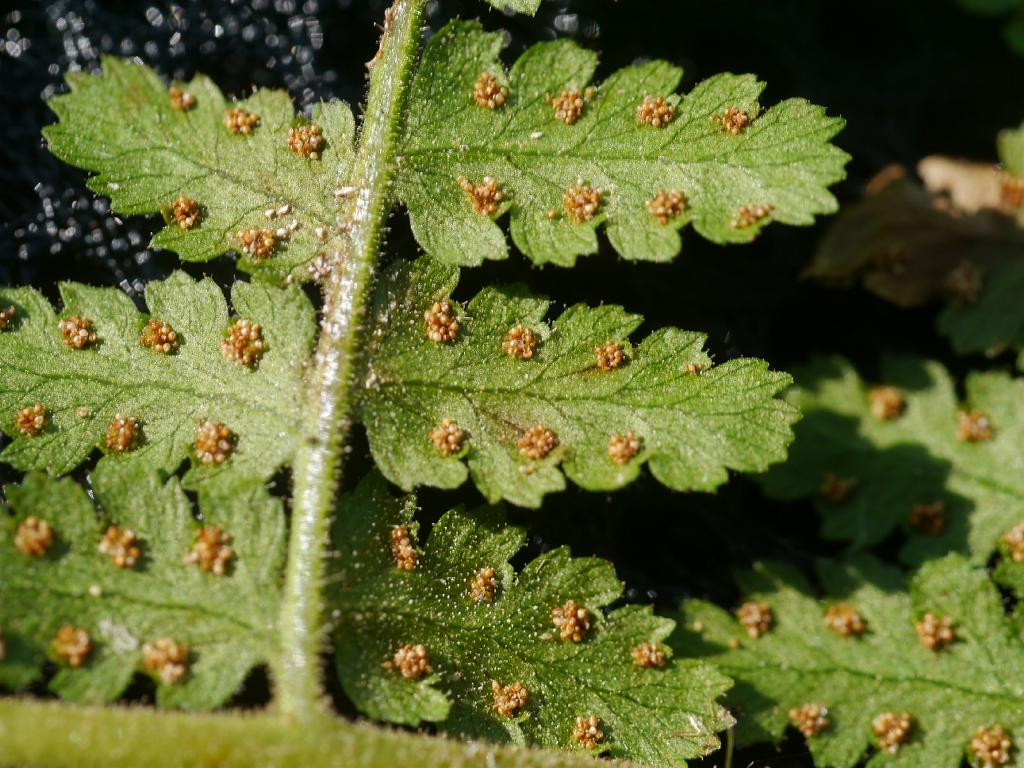
胞子嚢群

和名は岩姫蕨である。これは岩の上の姫なワラビ、とも取れるし、岩の上のヒメワラビとも取れるのだが、牧野が敢えて岩上に生えない旨を述べているので、後者と思われる。

## 分布と生育環境
北海道と小笠原諸島にはないが、それ以外の日本各地に分布する。東北では稀で、関東以西の暖地に多い。古くは旧世界の熱帯域に広く分布するものを全てこの種と見たが、後に細分され、現在では日本の本種と同じものは中国から東南アジア、マレーからスマトラに渡る分布を持つとしている。
平地から低山のやや明るいところに生える。和名に岩とあるが、岩上に生えることは稀とのこと。ブナ帯から人里近く、人家周りまで出現する。あまり乾燥しない日向地が好きで、いわゆるパイオニア的な性格を持ち、例えば森林の伐採跡などに素早く侵入して繁茂するが、木が茂ってくると見えなくなる。

## 近縁種と類似種
同属のものではセイタカイワヒメワラビ H. alpina が静岡県と四国、及びそれ以南に知られる。本種より大きくて葉身は70cm以上、1mくらいにはなる。また葉や軸に粘毛があって生きた状態では触るとねばねばすること、胞子嚢群を葉の縁が反転して覆うことなどで区別される。他にオオイワヒメワラビ H. tenuifolia が沖縄本島で採集された記録があるものの、現在では見られない。これはセイタカイワヒメワラビに似て、葉柄が太くて線毛の様子が異なる。またセイタカイワヒメワラビと本種との雑種と思われるものも発見されており、アイイワヒメワラビと呼ばれる。
同科のワラビにも一見では似ているが、本種は毛が多く、葉質が柔らかいのですぐ区別出来る。
それ以上に外見が似ているのがヒメワラビ Thelypteris torresiana var. clavata である。ただしこの種は葉柄の毛が落ちてもざらつかないこと、基部には鱗片もあること、胞子嚢群は裂片の主脈と縁の中間位に並んで生じること、胞子嚢群に包膜があること、また根茎が短くまとまることなど多くの点ではっきり区別出来る。なお、分類的にはこの種はヒメシダ科に属し、系統的にも遠く、区別点が多いのもそのためである。その割に見てくれはよく似ている。ちなみにヒメワラビに似た植物は他にも幾つかあり、当然ながら本種にも似ている。それらについてはヒメワラビの項に纏める。